# Dighwara
Dighwara là một thành phố và là một khu vực quy hoạch (notified area) của quận Saran thuộc bang Bihar, Ấn Độ.

## Địa lý
Dighwara có vị trí 25°44′B 85°00′Đ / 25,73°B 85°Đ Nó có độ cao trung bình là 43 mét (141 feet).

## Nhân khẩu
Theo điều tra dân số năm 2001 của Ấn Độ, Dighwara có dân số 27.327 người. Phái nam chiếm 52% tổng số dân và phái nữ chiếm 48%. Dighwara có tỷ lệ 48% biết đọc biết viết, thấp hơn tỷ lệ trung bình toàn quốc là 59,5%: tỷ lệ cho phái nam là 59%, và tỷ lệ cho phái nữ là 35%. Tại Dighwara, 19% dân số nhỏ hơn 6 tuổi.